# Tannegui des Porcellets
Tannegui des Porcellets est un chevalier, seigneur de Maillane, du Luc et de la Tour d'Aigues, gouverneur et viguier des châteaux, ville et viguerie de Beaucaire. Il est issu de la famille des Porcellets.

## Biographie
Tannegui des Porcellets sert avec distinction dans les guerres d'Italie en la qualité de Lieutenant des Gens d'Armes. Il sert ensuite sur mer et reçut plusieurs blessures ainsi qu'il confie par une remontrance qu'il fait au roi François Ier, le 13 avril 1545. C'est en conséquence de sa valeur et de ses services que le roi lui accorde le gouvernement mentionné ci-dessus.
Le roi Henri II lui écrit une lettre du 9 septembre 1554 au sujet de l'évêque de Montpellier pour l'emprisonner au château de Beaucaire.
Il épouse le 10 avril 1552 Jeanne de Pavée de Villevieille, de laquelle il a Pierre, que le roi met à la tête de la noblesse de la sénéchaussée d'Arles pendant la Ligue.